# Monterrey, Guanajuato
Monterrey är en ort i Mexiko.   Den ligger i kommunen San Francisco del Rincón och delstaten Guanajuato, i den centrala delen av landet, 300 km nordväst om huvudstaden Mexico City. Monterrey ligger 1 820 meter över havet och antalet invånare är 399.
Terrängen runt Monterrey är platt åt nordost, men åt sydväst är den kuperad. Runt Monterrey är det ganska tätbefolkat, med 124 invånare per kvadratkilometer. Närmaste större samhälle är Plan Guanajuato, 9,9 km nordost om Monterrey. Trakten runt Monterrey består till största delen av jordbruksmark.